# Coll de Santa Anna
El Coll de Santa Anna és una serra situada al municipi de Tivissa a la comarca de la Ribera d'Ebre, amb una elevació màxima de 323 metres.